# 龍造寺高房
龍造寺 高房（りゅうぞうじ たかふさ）は、安土桃山時代から江戸時代初期にかけての大名。肥前国佐賀藩主。官位は従五位下・駿河守。

## 生涯
天正14年（1586年）、龍造寺政家の4男として誕生。
父・政家が病弱だったため、天正15年（1590年）に僅か5歳で家督を相続した。しかし、佐賀藩の実権は豊臣秀吉の承認の下、重臣の鍋島直茂とその子勝茂に握られた。そのため、当時の佐賀藩は名を龍造寺氏が持ち、実を鍋島氏が握るという暫定的な二重統治体制となっていた。龍造寺政家に、羽柴の姓と豊臣の本姓の両方が与えられたのに対し、鍋島直茂・勝茂には豊臣の本姓のみが与えられた。後に、高房にも羽柴姓が与えられた。
政家始め龍造寺一門は、肥前の支配権を龍造寺氏に戻すべく、高房の成人後に藩政を高房に戻す旨の請文を直茂に書かせると共に、高房を直茂の養子にする等の手を打ったが、逆に、朝鮮出兵や関ヶ原の戦い等を通じて鍋島氏の肥前支配はより強固なものとなり、これらの措置の意味は実質的に失われていった。
高房は、直茂の孫娘を娶って諸大夫として江戸幕府に従う身となり、徳川家康の人質になっていたが、慶長12年（1607年）、鍋島氏に実権を握られて憤慨して失望し、室を殺害して自らも腹を斬り死のうとしたが果たせず、そのときの傷を養生するために肥前への帰還を許されたが、故郷で再び自害に及び死去した。享年22。
この不祥事により、鍋島直茂は強い不快感を示し、父政家に「お恨み状」と称される書状をしたためて、糾弾する。理不尽に殺害された正室の実家石井氏も反発し、その遺骨の引き取りを強く求め、龍造寺氏の墓地に葬ることを拒んだ。こうして、龍造寺氏は主君として家臣団からの信望を大きく損なうことになった。
高房の死後僅か1ヶ月後には、肥前に隠居していた父・政家も急死。幕府は佐賀藩龍造寺家の家督について国元から龍造寺一門を呼んで質したが、一門は勝茂こそ佐賀藩を継ぐに相応しいと答え、結局、勝茂が龍造寺家の家督を引き継ぐ形で佐賀藩35万7千石を手にする事となった。鍋島氏佐賀藩では、高房の弟・安良が龍造寺宗家として扱われたが、村田と改姓し子孫は幕末まで鍋島氏に仕えた。
なお、高房の遺児に伯庵がおり、龍造寺季明と名乗り、龍造寺氏の当主として肥前佐賀藩を鍋島氏の手から取り返すべく再三幕府に訴え出たが、結局は認められなかった。

## 系譜
- 父：龍造寺政家（1556-1607）
- 母：不詳
- 養父：鍋島直茂（1538-1618）
- 正室：瑞祥院（?-1607） - 鍋島直茂養女、鍋島茂里長女
- 生母不明の子女
  - 男子：龍造寺季明 - 伯庵